# Kolmårdens djurpark
Kolmårdens djurpark är en djurpark belägen 18 kilometer nordost om Norrköping vid Bråvikens norra strand, omkring 100 meter över havet. Parken har en yta på 1,75 kvadratkilometer och är därmed Nordens största djurpark och en av de största i världen. Djurparken grundades av Ulf Svensson, som också var parkens direktör under många år. Kolmårdens djurpark öppnades för besökare den 27 maj 1965.
Djurparken håller cirka 80 olika arter varav flera är utrotningshotade och ingår i både svenska och internationella bevarandeprogram. Kolmården ägs av ett privat aktiebolag.
Med enligt uppgift över 700 000 besökare varje sommar är djurparken en av Sveriges största semesterdestinationer. Man har eget resorthotell, delfinshow, flera berg- och dalbanor samt temaparken Bamses Värld.

## Historia

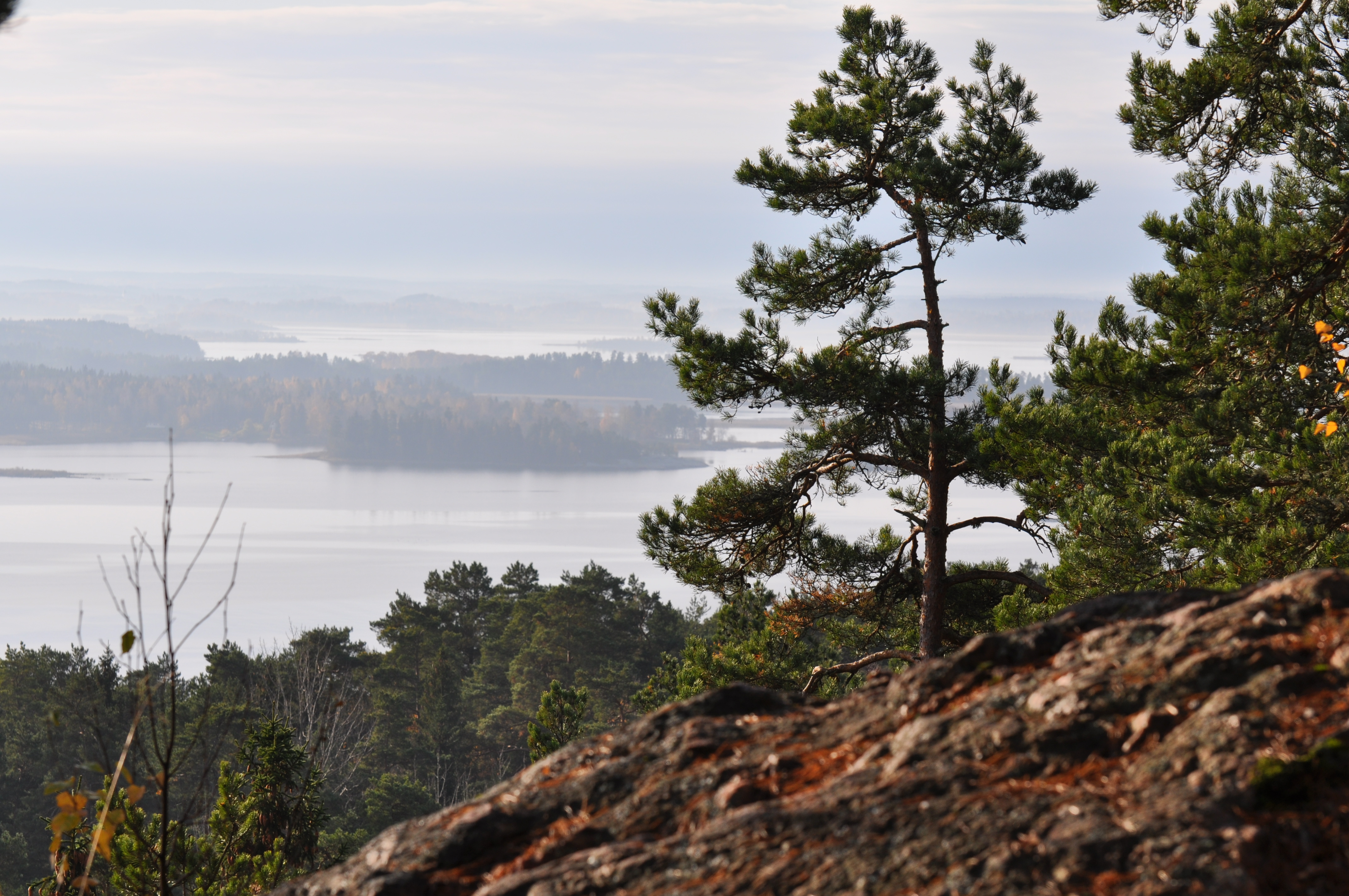
Kolmårdens läge vid Bråviken.

Planerna på att bygga en djurpark i dåvarande Kolmårdens landskommun formulerades 1962 av dåvarande kommunkonsulent Ulf Svensson. Kommunaltekniska Planeringsbyrån i Borås med arkitekt Tage Hedlund i spetsen konsulterades för att projektera djurparken. Det första spadtaget togs den 31 augusti 1964 och parken invigdes den 27 maj 1965 av landshövding Per Eckerberg. Området var då 1,25 km² stort och det fanns 210 djur av olika arter. Den första dagen var entrépriset 4 kronor och 50 öre, detta höjdes senare till 5 kronor. Det kom 20 000 besökare på invigningsdagen och köerna vid entrén blev långa.
De följande åren byggdes djurparken ut i snabb takt. År 1967 byggdes gondolbanan Kolmårdens linbana som förde besökarna runt parken. Denna togs ur drift i augusti 2010 för att 2011 lämna plats åt efterföljaren, gondolbanan Safari. 1968 blev isbjörnsanläggningen klar och 1969 invigdes Kolmårdens Delfinarium med tre delfiner, Flip, Skipper och Penelope.
År 1972 stod safariparken klar, en anläggning där besökarna tilläts köra sina privata bilar bland exotiska djur. Samma år kom de första brunbjörnarna som flyttade in i safariparken. 1978 byggdes en lantgård för att visa utrotningshotade husdjur och 1980 byggdes Kolmårdskyrkan.
Djurparken ägdes tidigare av Norrköpings kommun men har sedan 1997 privata ägare. Året efter privatiseringen öppnades temaparken Bamses Värld. Sedan år 2000 ägs parken av Parks & Resorts Scandinavia, som fick sin nuvarande ägare 2005. De nya ägarna har genomfört flera moderniseringar, bland annat byggt olika temaområden. Efter många år av förlust i kommunens ägo har Kolmården under början av 2000-talet blivit en av Nordens mest lönsamma nöjesparker. Enligt nuvarande ägare återinvesteras den största delen av vinsten i långsiktiga projekt.
Under 2015 invigdes ett nytt Bamses Värld och 2016 berg- och dalbanan Wildfire.

## Upplevelseparken
Kolmården arbetar med tematiserade upplevelser i parken. Tex Tiger World och Safaribanan är exempel som har genomgående teman.
Skolklasser kan boka in besök i parken för att genom edutainment lära sig om olika ämnen på ett interaktivt och annorlunda sätt.

### Marine World och Delfinshowen Life

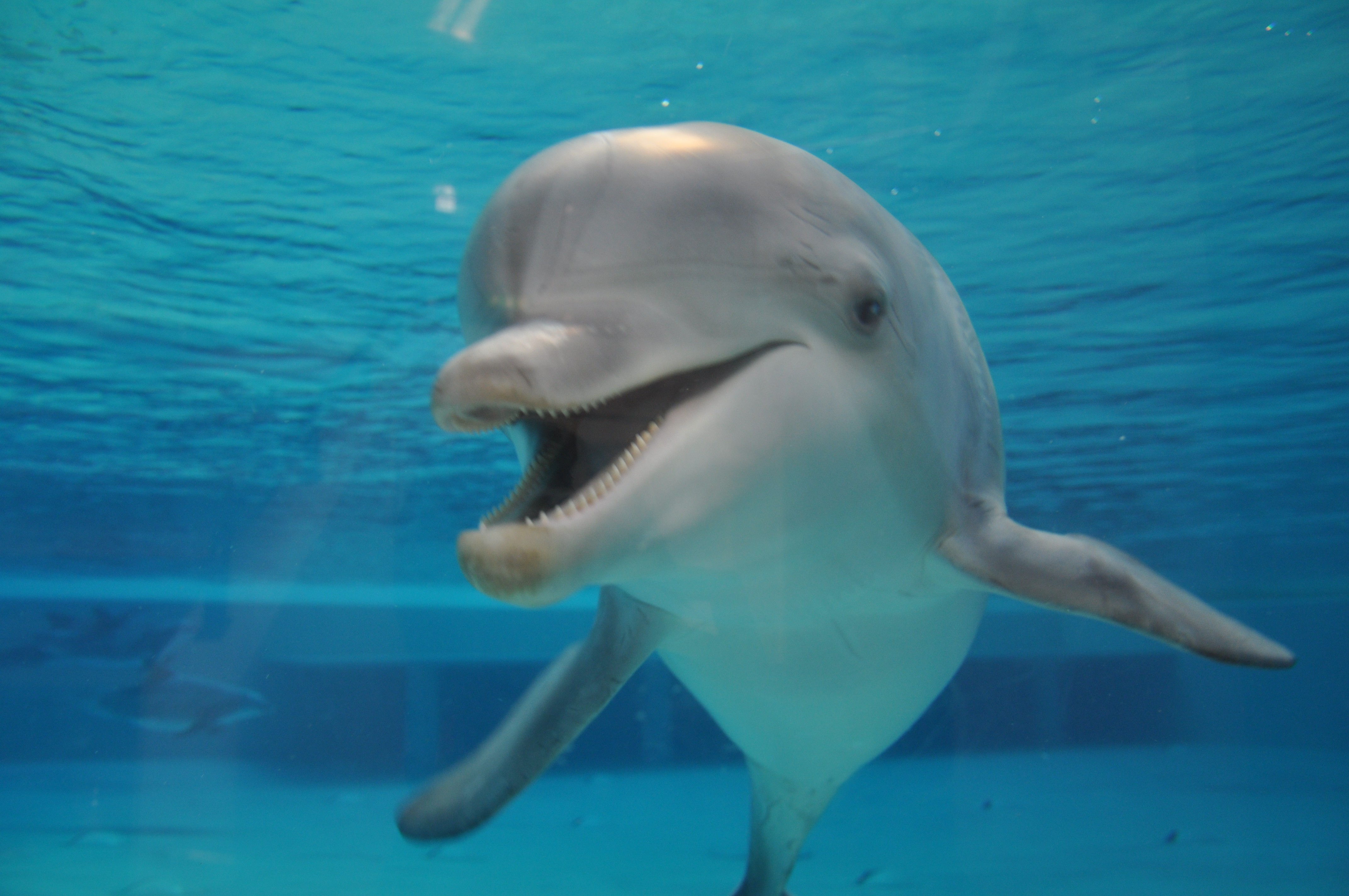
Delfin.

Delfinariet är djurparkens mest besökta attraktion och det enda av sitt slag i Norden (delfinariet i Tammerfors lades ner på grund av kritik mot denna typ av verksamhet och vikande besökarantal). Med sina tre inomhusbassänger som totalt rymmer 6400 kubikmeter vatten är det ett av de största delfinarierna i världen. Djurparken har under säsongen flera shower per dag som sker i den stora föreställningsbassängen. 2013 premiärvisades "Life", en delfinshow som syftar till att öka medvetenheten om havet, vår jord och de problem delfiner och andra marina däggdjur står inför. I anslutning till föreställningsbassängen finns oxå lagunen med undervattensfönster där besökarna kan se delfinerna på nära håll. Det går att boka guidade rundturer i delfinariet för att komma ännu närmare delfinerna och klappa dem vid bassängkanten. Delfinariet ligger i området "Marine World" som byggdes 2008. I området finns också sälarna samt nöjesattraktionerna Delfinexpressen och Sjörövarskeppet.

### Tiger World
Tiger World är Kolmårdens asiatiska anläggning med de sibiriska tigrarna och de asiatiska vildhundarna. Med bara ett glas eller galler mellan sig och tigrarna kommer man nära inpå tigrarna. Under sommaren finns dagliga visningar och utvalda dagar matas tigrarna med stora köttstycken.
Nedgrävd i anläggningen finns en gammal rysk buss där glasen byts ut mot galler. Det finns möjlighet för besökare att boka in besök i bussen för att komma närmare tigrarna.

### Safari
Från 1972 var det möjligt att köra genom parken med egen bil, och komma nära djuren likt en afrikansk safari. Under 1980-talet infördes ett tåg, vagnar dragna av ett lokliknande fordon. Av miljö- och säkerhetsskäl ersattes safari på marken under 2011 med en ny safari (linbana). En tidigare linbana, från 1967, lades ner 2010.
Safaribanan går på fyra till tjugofem meters höjd över och genom hägn med bland annat björn, giraff, zebra, bisonoxe och stenbock.
Besökare kan komma ännu närmre safaridjuren genom olika förhandsbokade guidningar som lejonkulan eller bo en natt i de afrikanska tälten på Safari Camp.

### Bamses värld

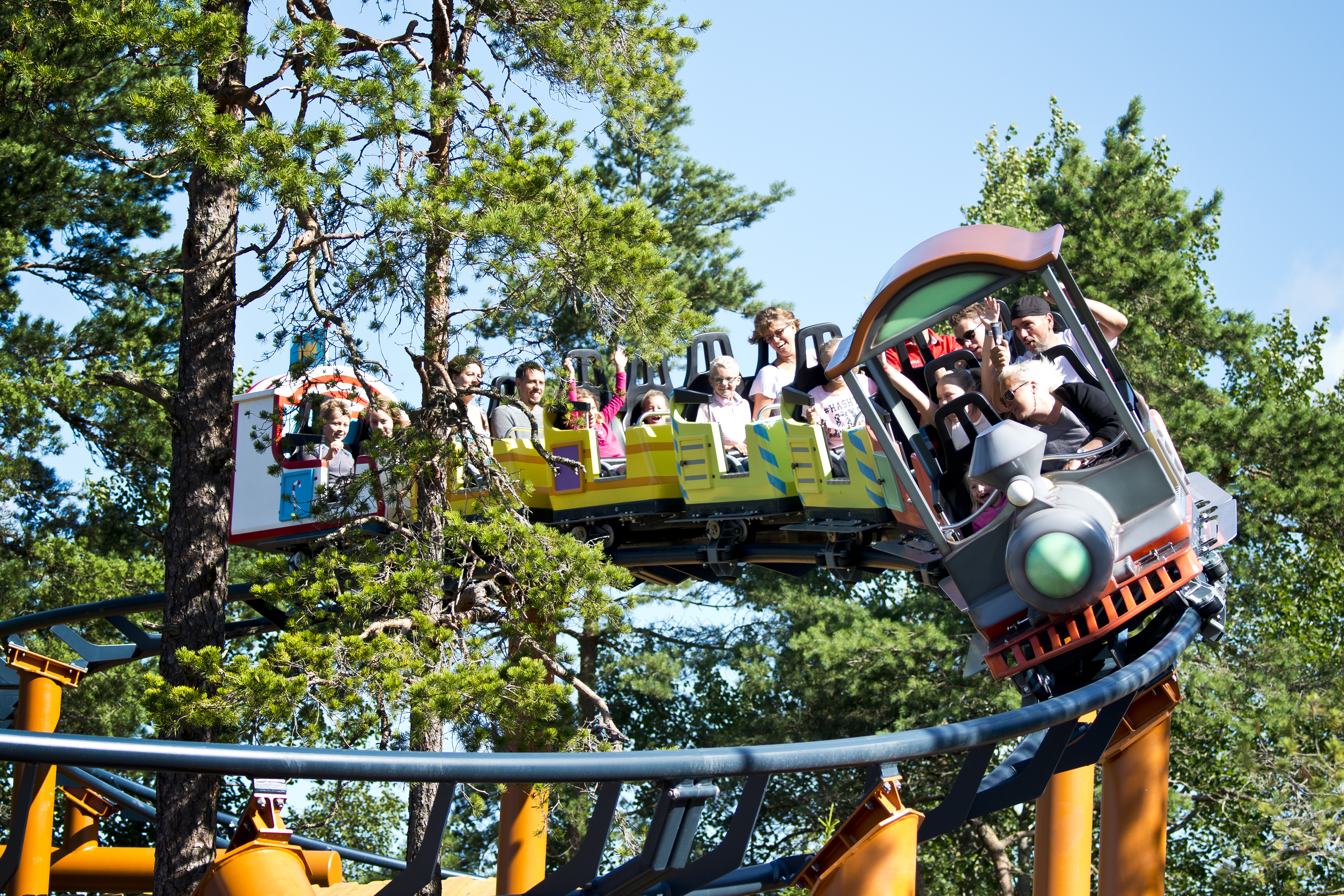
Godiståget i Bamses Värld.

Bamses värld är en temapark för barn och seriefiguren Bamses officiella hemvist. Besökaren kan här besöka de olika karaktärernas hus, träffa Bamse och hans vänner och se teaterföreställningen "Bamse och Tårttjuven". Med inspiration från filmerna om Bamse finns här flera åkattraktioner såsom berg- och dalbanan Godiståget, Victoriaskeppet, Skalmans bilar, Skalmans Ballonger och Dunderhonungsburkarna. Vid torget i Småköping finner man Pingos Café, Brummelisas Leksaksaffär, Katta Los godisaffär och Farmors Kök med pannkakor och köttbullar. Intill ingången till Tuffa Tuffingarnas Förening har Krösus Sork startat ett Chokladhjul.

### Rovfågelshow
Mitt i parken visas en rovfågeluppvisning, där stora och snabba rovfåglar flyger fritt över besökarna i kombination till musik. Bland rovfåglarna kan nämnas ökenvråk, juggerfalk, marknäshornsfågel och berguv.
Rovfågelshowen visas dagligen under sommaren och är en av Kolmårdens mest populära visningar.

### Aparium
Aparium är en stor anläggning för Kolmårdens apor. Här kan man uppleva Sveriges enda gorillor, världens största apa liksom den stora flocken med schimpanser. Till parkens största akrobater räknas gibbonerna som svingar sig och kastar sig från träd till träd.
Kolmården har arbetat aktivt med bevarandearbete för att rädda världens apor från utrotning. Gorillorna ingår i ett internationellt uppfödningsprojekt och man stödjer genom Kolmårdens insamlingsstiftelse arbetet på plats i Afrikas regnskogar.
Sommardagar har besökarna chansen att se när djurvårdarna matar aporna med frukt och grönt, som exempelvis bananer och sallad.

### Elefanter

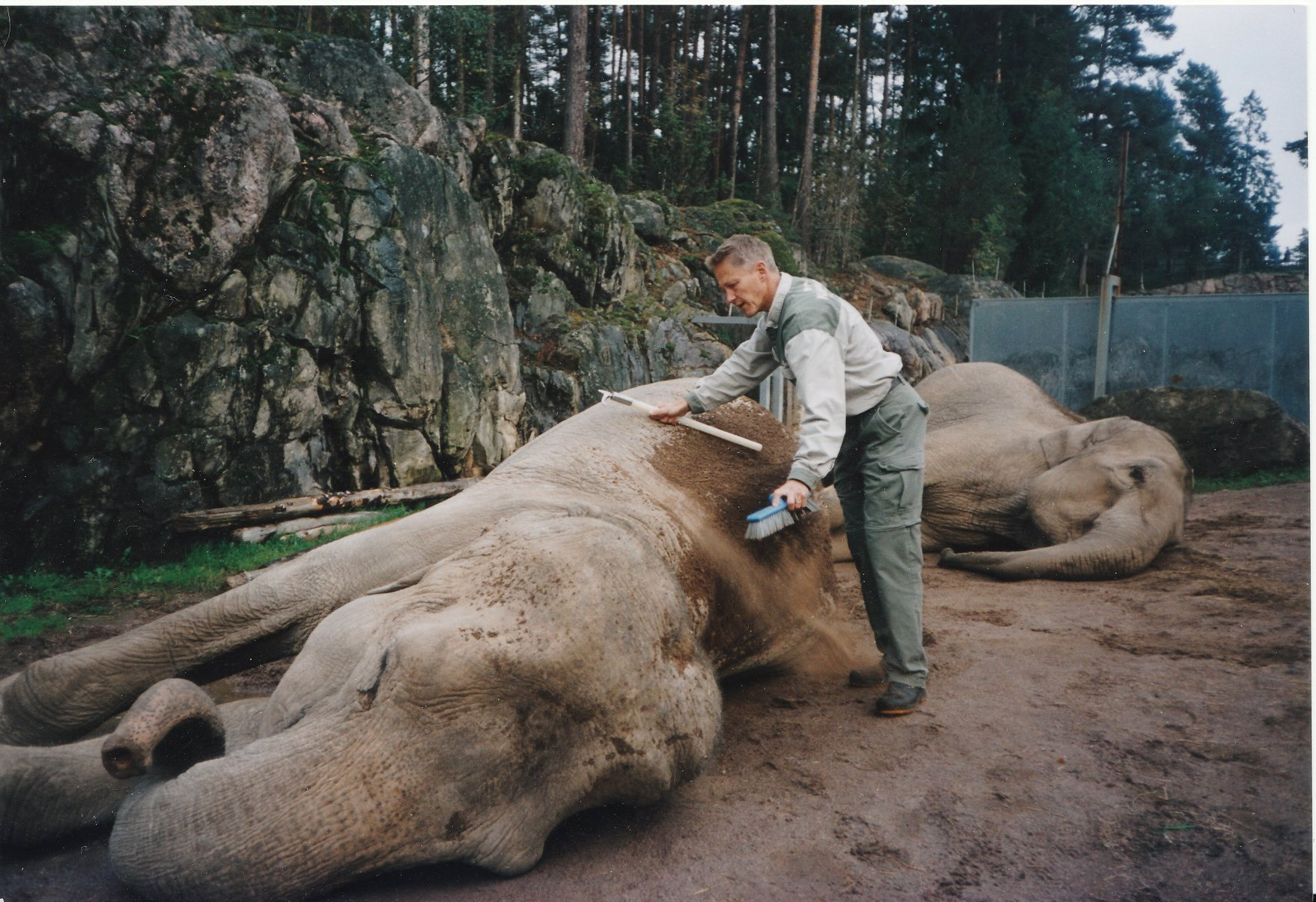
Elefantskötaren och chefen för Kolosseum, Sven Mellgren med elefanterna Putschie och Donkey, 2002

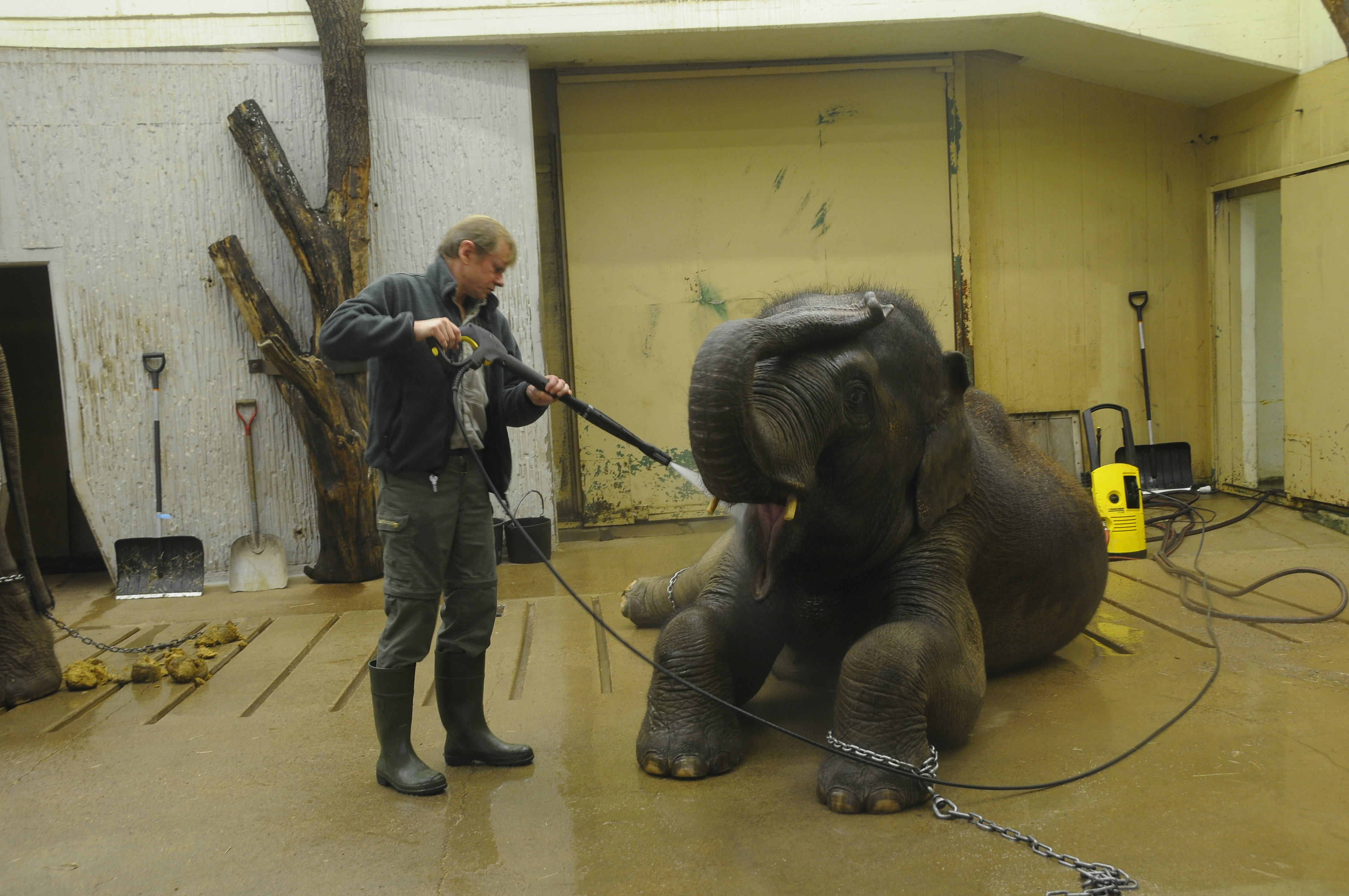
Bua blir duschad med högrtycksspruta

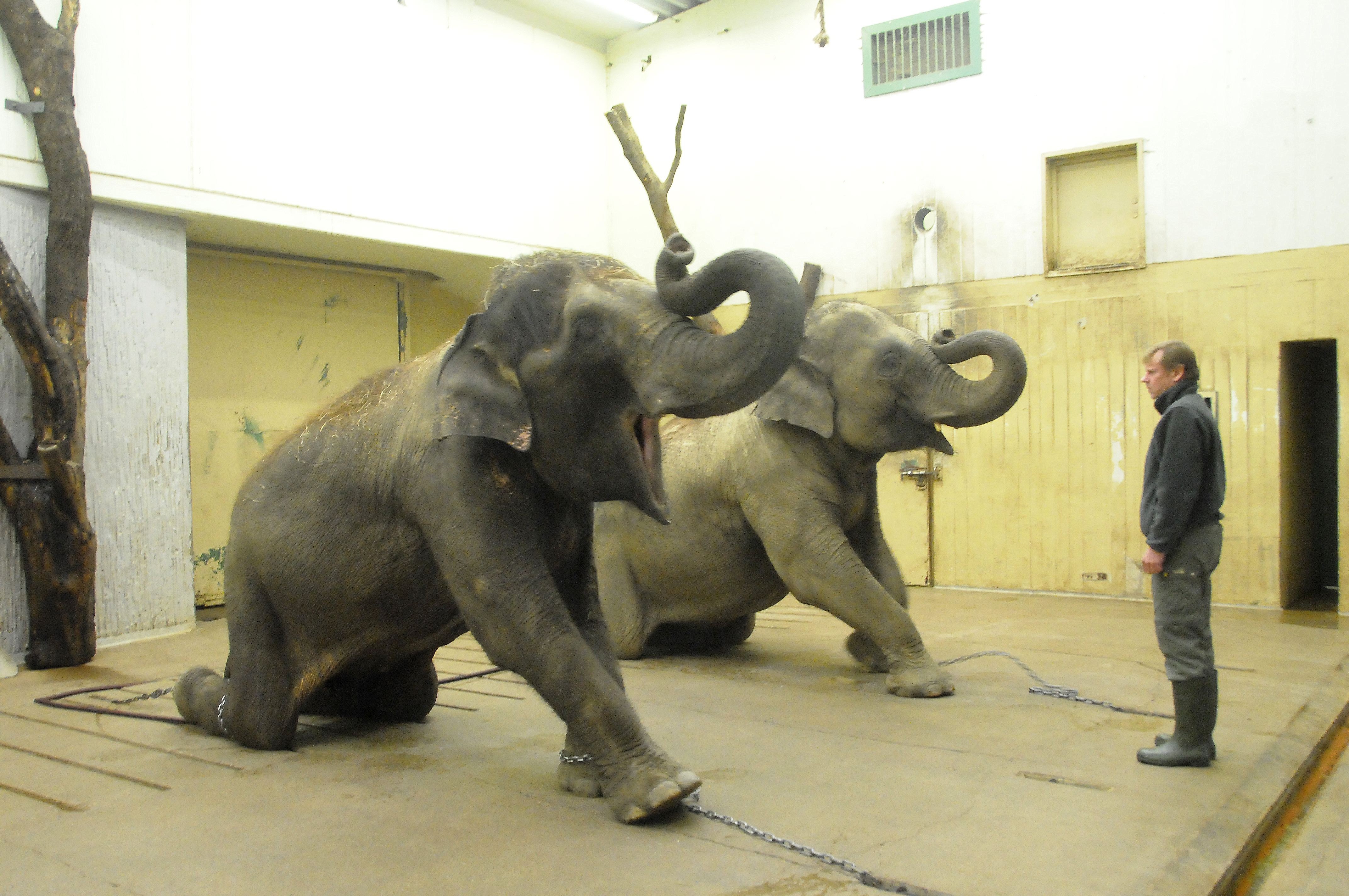
Morgonträning med Saonoi och Bua

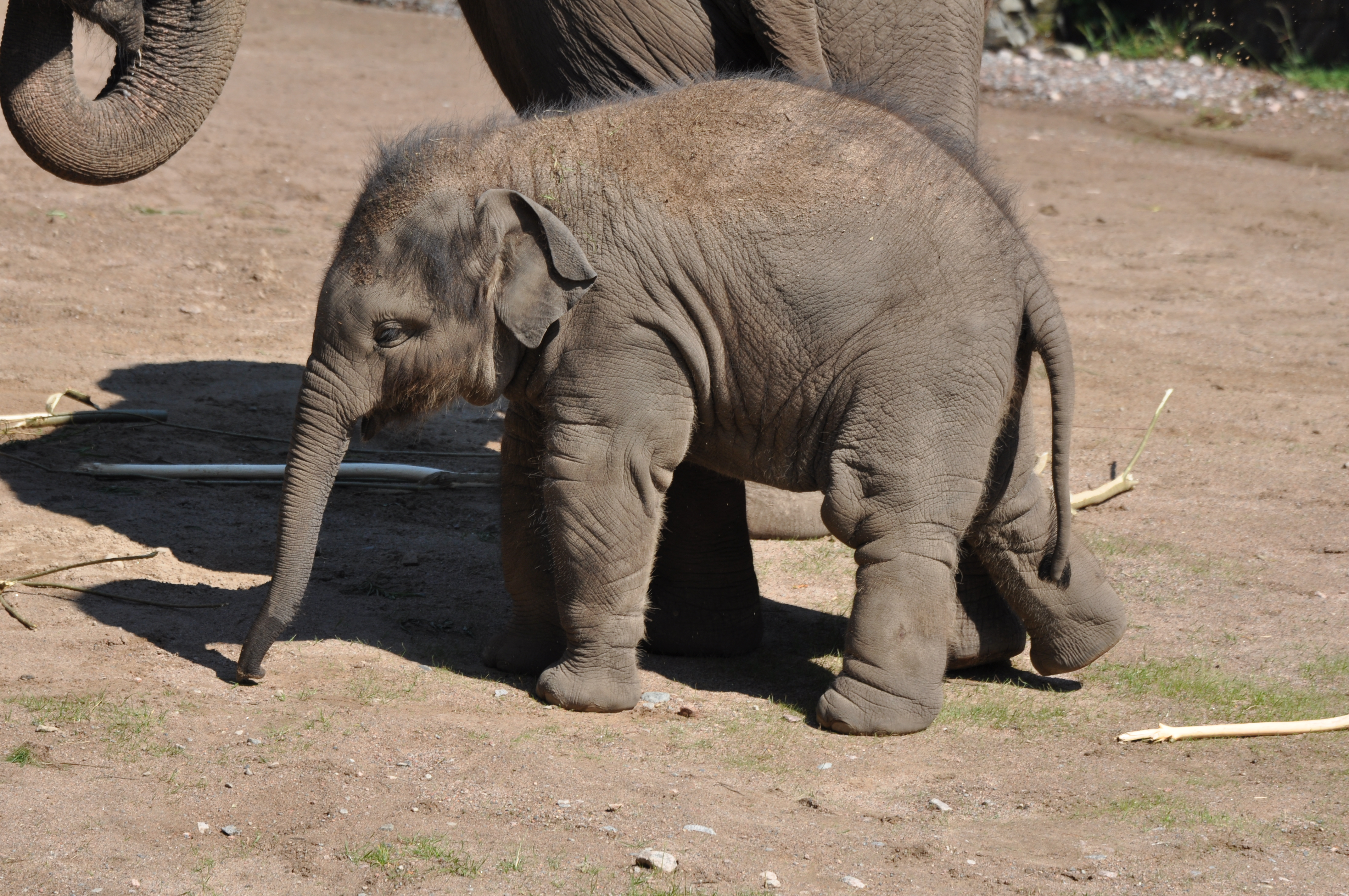
Elefantungen Namsai, född 2013

De första elefanterna i djurparken var alla av den asiatiska arten. Elefanttjuren Nobi och honan Chocolate ankom 1963 och hölls i en av boxarna i det nuvarande Stäppstallet. Efter att Nobi dött, anlände elefanten Sandra/Samba, vilken såldes 1967, när elefanten Donkey anlände. Samma år köpte djurparken Dinah, Mable och Delhi/Dahlia från Circus Chipperfield i England. Med dessa elefanter anlände också deras österrikiska tränare Franz Tisch, den danska skötaren Hans Romlund, och från detta år kunde besökare i djurparken få rida på elefanterna i särskilda sadlar. 1970 såldes tre asiatiska elefanter till Danmark, Mable och Delhi såldes till en djurpark i danska Vejle medan tränaren Franz Tisch följde med Dinah till Köpenhamns Zoo där Dinah blev en populär ridelefant fram till att tränaren Tisch lämnade Danmark för USA, där han arbetade för såväl Ringling Bros. and Barnum & Bailey Circus, Siegfried & Roy, och i San Diego Zoo i Kalifornien. 
1973 anlände de första tre afrikanska elefanterna, en med okänt namn, de andra två hette Noby och Gypsie.
1974 flyttades elefanterna Donkey, Chocolate, Noby och Gypsie över till ett nybyggt, något större stall, och djurvårdaren Sven Mellgren som utbildats av Sven Borg på Skansen påbörjade sin anställning vid mitten av 1970-talet. Elefanten Chocolate såldes till Circus Ringling Brothers Barnum and Bailys i USA, och 1985 ankom den asiatiska elefanten Mida från Circus Corty Althoff i Tyskland. Senare avled den afrikanska elefanten Gypsie i en herpesvirus-infektion, och djurparken förfogade 1990 över de båda asiatiska elefanthonorna Donkey och Mida, samt den samma år importerade honan Putschie, som levt i Köpenhamns Zoo sedan 1985, en djurpark där minst en elefant tidigare dött i tuberkulos.
Även det 1974 nybyggda stallet motsvarade inte Jordbruksverkets krav på djuranläggning använd i visningssyfte, och under slutet av 1980-talet uppdrogs åt arkitekten Tage Hedlund i Borås att utföra ritningar för ett nytt, större stall, vilket byggdes 1989-1990 och kom att kallas Kolosseum.

### Kolosseum
Kolosseum är sedan 1990 en anläggning för asiatiska elefanter och afrikanska trubbnoshörningar. På Kolosseum bor sedan 2004 bland annat kung Carl XVI Gustafs egna elefanter Bua och Saonoi som hans majestät fick i gåva av kung Bhumibol Adulyadej av Thailand efter ett statsbesök. 
Där hölls tidigare också giraffer, och dit flyttades parkens dåvarande elefanter Donkey, Mida och Putschie 1990. Djurvårdaren Robert Nilsson avled samma år efter att han kommit mellan de två elefanterna Donkey och Putschie under en konflikt, och Pelle Zettersten påbörjade sin anställning 1991. 1994 ankom den asiatiska elefanttjuren Brahma från Mysore Zoo i Indien.
Sven Mellgren var chef på Kolosseum mellan 1989 och 2003, med ansvar för Kolosseums elefanter, noshörningar och giraffer, samt för Stäppstallet med kameler, kulan åsnor, jakar, och ett flertal arter antiloper, och under hans ledning red tusentals barn på djurparkens elefanter Donkey och Putschie. . Den asiatiska elefanthonan Sandai anlände från Duisburg och strax efter att hon hade konstaterats dräktig med Brahma 2002 utbröt en epidemisk tuberkulos (en Zoonos som kan överföras mellan djur och människor) i elefantgruppen, och på grund av svenska bestämmelser avlivades de olika elefanterna mellan 2001 och 2003, i takt med att de uppvisade positiva laboratorietest, istället för att behandlas, eller exporteras till ett land där behandling av TBC hos djur är laglig. I samband med detta gjordes försök att få Sandais unge att överleva efter att modern avlivats, vilket misslyckades. Sven Mellgren bytte avdelning efter att tjuren Brahma avlivats, Kolosseum tömdes till slut helt på djur, steriliserades, och stod tomt för att tuberkulosbakterierna skulle fullständigt dö ut. I detta skede planerades ingen vidare framtida hållning av elefanter, efter den tragik som sjukdomen inneburit, inte minst för Kolosseums yngre och mindre erfarna personal, som fått se sina djur avlivade, och efter att Kolosseum förlorat skötare med mångårig erfarenhet.
2000 erbjöds den nybyggda Thailändska paviljongen i Ragunda kommun att få elefanter från Thailand, som en officiell gåva från kung Bhumibol Adulyadej av Thailand till  kung Carl XVI Gustaf av Sverige, men Ragunda kommun avböjde och förhandlingar påbörjades då istället med Kolmårdens djurpark, vilket utmynnade i en import av två elefanthonor från Surin i Thailand till Sverige, Bua och Saonoi, vilka ankom till djurparken 2004. 
2007 importerades honan Saba från Zoo Le Pal i Frankrike. Det utfördes även inom ramen för ett examensarbete vid Linköpings universitet försök att få Kolmårdens elefanter att över Internet kommunicera med elefanter på en djurpark i Tyskland 
Flera försök gjordes sedan med artificial insemination av Bua och Saonoi, och i juli 2013 födde Bua Sveriges första asiatiska elefantkalv, Namsai, med elefanttjuren Raja i Woburn Safari Park som far. Från Köpenhamns Zoo anlände den inlånade elefanttjuren Tonsak, och i mars 2020 födde Bua elefanten Prince, med Tonsak som far. 
Från 1960-talet, när de första elefanterna ankom till Kolmårdens djurpark, fram till 2000-talet, kunde publiken få rida på elefanter. Även efter att man upphört med publik barnridning med elefanterna 2001 brukade elefantskötarna visa upp sina elefanter och deras förmågor på ett visningsområde mellan Kolosseum och elefanternas utehägn, och ta ut elefanterna på promenad i parken, men sedan några år tillbaka har man övergått till så kallad Protected contact' (skyddad kontakt), en skötselmetod som innebär att djurvårdarna inte längre går in till elefanterna, och kan därför inte heller ha uppvisningar med dem, eller ta dem på promenader i skogen utanför sin anläggning. 
I Kolosseum bor också en grupp surikater och två stallkatter Maud och Fuffens. 

## Djur
Kolmården har sedan starten 1965 hållit exotiska djur från stora delar av världen, men har haft fokus på djur som är anpassningsbara till det svenska klimatet. Under 2000-talet har Kolmården satsat ännu mer på djur från arktiska och tempererade områden såsom myskoxe, snöleopard, sibirisk tiger, röd panda, taki och dhole.
Det föds årligen omkring 300 djurungar i Kolmårdens djurpark. Djurparken har en lyckosam avel av hotade arter[källa behövs] och har fött fram bland annat delfiner, elefanter, noshörningar, gorillor och tigrar. Bland några av de mest uppmärksammade djuren i djurparken kan nämnas noshörningen Nelson, gorillan Enzo, delfinen Flip, elefanterna Bua, Saonoi och ungen Namsai, Jan Lindblads vita tapir samt sälkutarna Anders och Benjamin, som under våren 2013 rehabiliterades i djurparken för att senare under sommaren släppas ut i Östersjön igen.

## Åkattraktioner[18]
| Namn                   | Beskrivning                                                                | Längdkrav                            | Byggnadsår |
| ---------------------- | -------------------------------------------------------------------------- | ------------------------------------ | ---------- |
| Bamses flygande matta  | Roterande attraktion med armar som kan höja och sänka armen/gondolen       | Under 100 cm endast i vuxet sällskap | 2017       |
| Dunderhonungsburkarna  | En roterande skiva med flera fria runda säten som roterar runt egen axel   | -                                    | 2015       |
| Delfinexpressen        | Berg- och dalbana med delfin längst fram                                   | 95-120 cm endast i vuxet sällskap    | 2009       |
| Mini-hopp              | Ett 11 m högt torn där besökare dras upp och ned, och hela tornet roterar  | Under 100 cm endast i vuxet sällskap | 2019       |
| Godiståget             | Berg- och dalbana                                                          | 95 cm                                | 2015       |
| Safaribanan            | En 30 min lång åktur över djurhägn i en linbana med gondoler               | -                                    | 2011       |
| Skalmans bilar         | Bilar som åker i låg fart längs en elektrifierad bana                      | -                                    | 2015       |
| Skalmans flygskola     | Hängande gondol som åker längs en bana, i svängarna lyfter den från marken | 90-95 cm endast i vuxet sällskap     | 2021       |
| Skalmans luftballonger | En roterande attraktion där korgar flyts upp och ned under rotationen      | -                                    | 2016       |
| Sjörövarskeppet        | Ett stort skepp som gungar fram och tillbaka.                              | 120 cm                               | 2009       |
| Viktoria               | En båtliknande attraktion som snurrar och åker upp och ned längs sidorna   | -                                    | 2015       |
| Wildfire               | Berg- och dalbana i trä, högsta träbanan i Europa                          | 120                                  | 2016       |

## Boende
Kolmården har tre egna boendealternativ på området, varav det största, ett hotell som heter Vildmarkshotellet, ligger vid Bråvikens strand och har 213 rum. Hotellet har fyra stjärnor och profilerar sig både som ett konferens och barnvänligt familjehotell med olika boendepaket under året. På hotellet finns familjespa med bad och flera restauranger, dessutom egen entré till djurparken och man erbjuder också speciella guidningar.
Vildmarkshotellet genomgick en omfattande renovering vintern 2019 med ny konferensavdelning, utökad restaurang och uppdaterade hotellrum.
Vandrarhemmet Varglyan inhyses i Loftstugan och intilliggande byggnader vid djurparkens tidigare huvudentré, intill Bråviken. Under vinterhalvåret används vandrarhemmet till skolklasser och kursdeltagare men under sommaren är det ett enklare alternativ för djurparksbesökarna som vill stanna två dagar.
Safari camp är en exklusiv afrikansk tältby intill savannen i Safariparken med antiloper och giraffer utanför tältet och lejonen runt hörnet.

## Dödsolyckor i djurparken

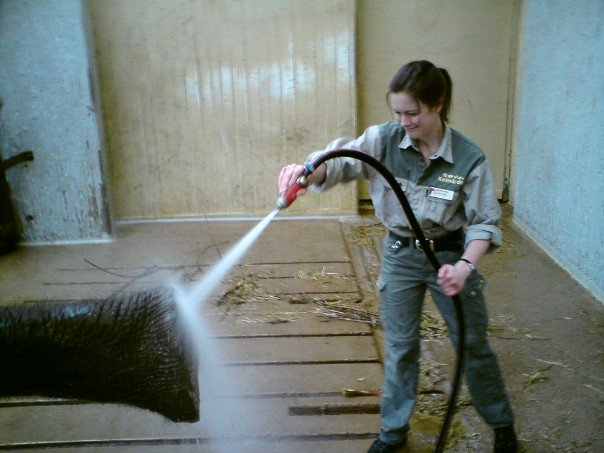
Biologen Karolina Bördin duschar elefanten Saba, i Kolmårdens djurpark, under överinseende av skötare, april 2009

När folk körde med egna bilar i Kolmårdens safari förekom det att de steg ut. 1982 blev en man som gjorde detta dödad av lejon.
1991 dödades elefantskötaren Robert Nilsson av elefanten Putschie, som egentligen inte angrep honom utan själv angreps av den äldre elefanten Donkey, när Nilsson tog in fyra elefanter på led från hagen till elefantstallet. Nilsson gick mellan tåget av elefanter och väggen mot antilopstallet, när Donkey, som gick först, plötsligt vände sig om och angrep Putschie, som kastades mot väggen och skötaren som gick bredvid.
Åren 1991–2012 fick besökare, genom projektet "Närkontakt varg", komma in i ett hägn med socialiserade vargar. Man hade från 1980-talet arbetat med att socialisera vargarna för att lättare kunna sköta dem. 1991 började man låta också publik boka besök där de i grupper fick komma in till vargarna, vilket blev en publiksuccé med som mest 8000 personer per år. Projektet avslutades 2012, efter att biologen och djurguiden Karolina Bördin  blivit attackerad och dödad av en av varggrupperna. Djurparken och dess dåvarande zoologiska chef åtalades för sitt bristande säkerhetsarrangemang. Åren närmast före dödsolyckan hade det skett en rad tillbud och olycksfall med bland annat bettskador som följd. Ungefär ett år före olyckan råkade en annan vargguide ut för en livsfarlig händelse när hon arbetade ensam i hägnet. Den zoologiska chefen Mats Höggren dömdes i december 2016 för grovt arbetsmiljöbrott till villkorlig dom och dagsböter. Kolmårdens djurpark ålades en företagsbot på 3,5 miljoner kronor för att bolaget inte gjort vad som skäligen kunnat krävas.

## Utanför djurparken
I anslutning till djurparken finns också parkens hotell, Vildmarkshotellet med spa, konferens, äventyrsbad, utsikt över Bråviken och egen ingång till djurparken. Utanför huvudentrén till djurparken ligger den privata aktören Kolmårdens Tropicarium med bland annat hajar, pirayor, alligatorer och en av Europas största ormavdelningar.

## Bildgalleri

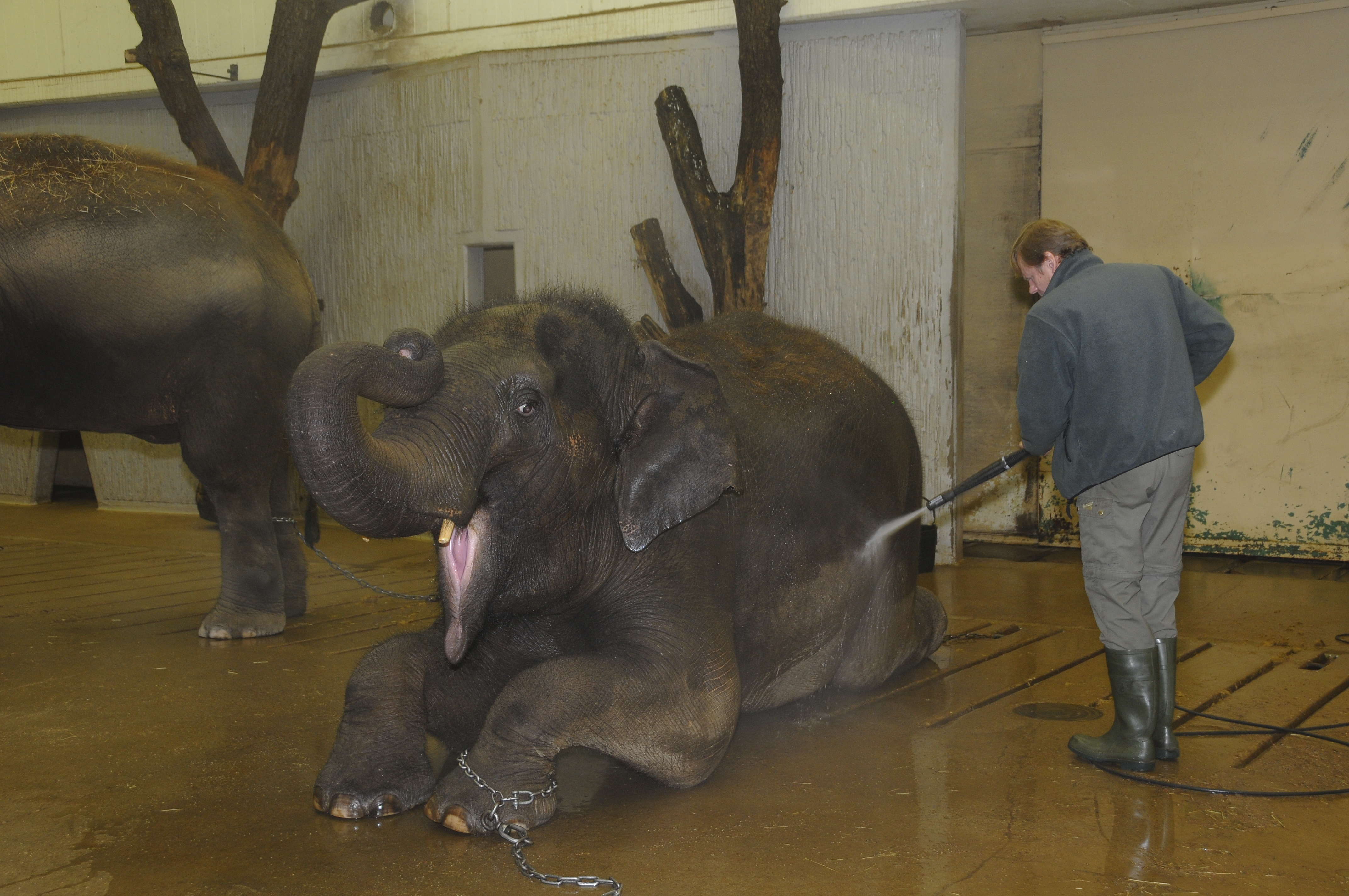
Bua duschas med högtrycksspruta
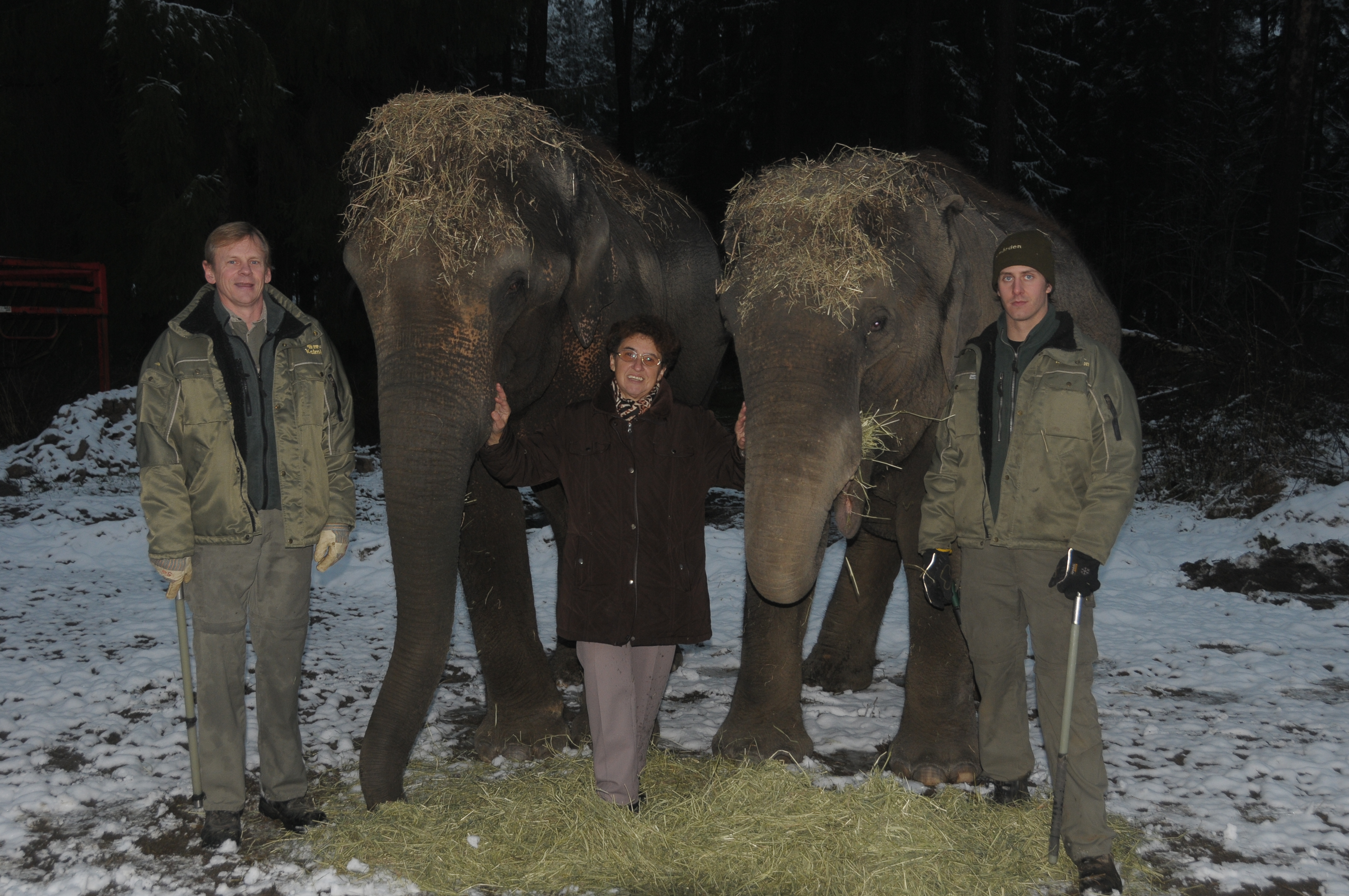
Vinterpromenad i parken, 2008
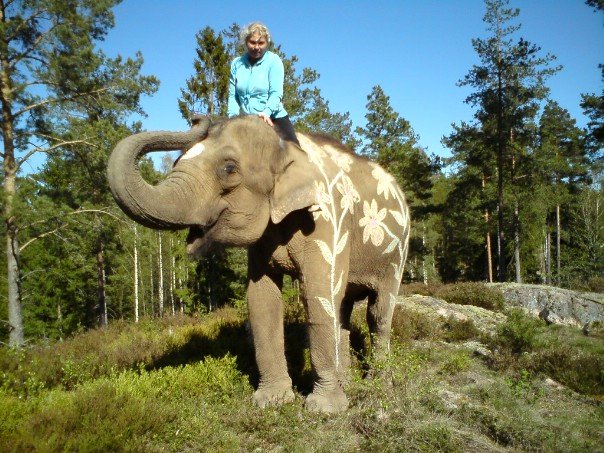
Elefanten Saonoi och Susie Päivärinta på promenad i Kolmårdsskogen.